# Hexatoma (Eriocera) flavitarsis
Hexatoma (Eriocera) flavitarsis is een tweevleugelige uit de familie steltmuggen (Limoniidae). De soort komt voor in het Oriëntaals gebied.